# Anisopappus chinensis
Anisopappus chinensis là một loài thực vật có hoa trong họ Cúc. Loài này được (L.) Hook. & Arn. mô tả khoa học đầu tiên năm 1837.